# بئاتریکس کوکنی
بئاتریکس کوکِنی (مجاری: Kökény Beatrix؛ زادهٔ ۱۲ مارس ۱۹۶۹) بازیکن هندبال اهل مجارستان است.